# Cerkiew Świętych Piotra i Pawła w Zahorowie (1909–1938)
Cerkiew Świętych Piotra i Pawła – prawosławna cerkiew w Zahorowie, istniejąca w latach 1909–1938.
Pierwsze informacje o funkcjonowaniu cerkwi w Zahorowie pochodzą z XVII w. Co najmniej od 1905 w miejscowości istniała prowizoryczna kaplica prawosławna. Projekt nowej cerkwi opracował Aleksandr Puring.
Po I wojnie światowej cerkiew została zamknięta. Nie figuruje w wykazie czynnych świątyń prawosławnych województwa lubelskiego w 1922. Starania na rzecz odzyskania obiektu czynił proboszcz parafii w Zabłociu, jednak nie przyniosły one efektów. Nieczynna cerkiew została ostatecznie zniszczona w czasie akcji polonizacyjno-rewindykacyjnej w 1938.